# Manfred Bukofzer
Manfred Bukofzer (ur. 27 marca 1910, zm. 7 grudnia 1955) – niemiecko-amerykański muzykolog i humanista. Studiował na uniwersytecie w Heidelbergu i w Konserwatorium Sterna w Berlinie, ale opuścił Niemcy w 1933, udając się do Bazylei, gdzie uzyskał stopień doktora. W roku 1939 przeniósł się do Stanów Zjednoczonych, gdzie pozostał, otrzymując obywatelstwo amerykańskie. Wykładał na Uniwersytecie Kalifornijskim w Berkeley od 1941 aż do przedwczesnej śmierci.
Bukofzer jest najbardziej znany jako historyk muzyki dawnej, zwłaszcza baroku (mimo iż nie jest w tej dziedzinie specjalistą o czym sam wspomina we wstępie „Muzyka w epoce baroku”). Jego książka Muzyka w epoce baroku nadal jest jednym ze standardowych materiałów źródłowych na ten temat, chociaż niektórzy współcześni historycy twierdzą, że widoczna jest w niej stronniczość Bukofzera – na przykład w minimalizacji znaczenia opery, jako gatunku o włoskim pochodzeniu, w rozwoju stylu muzycznego w XVII wieku.
Oprócz muzyki baroku, Bukofzer był specjalistą w muzyce angielskiej i teorii muzyki od XIV do XVI wieku. Inne jego zainteresowania naukowe dotyczyły jazzu i etnomuzykologii.

## Literatura dodatkowa
- Manfred Bukofzer: Muzyka w epoce baroku – od Monteverdiego do Bacha. PWN, 1970, s. (razem) 653. ISBN 978-0-393-09745-0.